# Kalenbergergracht
De Kalenbergergracht is een waterweg in de Nederlandse provincie Overijssel.
De Kalenbergergracht is een schakel in de vaarverbinding vanaf Blokzijl en het Giethoornsche Meer en de Friese waterwegen. Vanaf het punt waar de Heuvengracht en de Heer van Diezenvaart samenkomen loopt de Kalenbergergracht in noordwestelijke richting langs Kalenberg en dwars door het natuurgebied De Weerribben naar Ossenzijl. In Ossenzijl komt de Kalenbergergracht samen met het kanaal Steenwijk-Ossenzijl. De Ossenzijlersloot verbindt deze vaarwegen met de Linde, die verbonden is met de Friese wateren.